# Starodoubovka
 (octobre 2014).
Starodoubovka (Стародубовка) est un village d'Ukraine appartenant au raïon de Marioupol à l'extrême sud de l'oblast de Donetsk, aujourd'hui dans la république populaire de Donetsk. Le village se trouve à vingt kilomètres du littoral de la mer d'Azov. Il comprenait 788 habitants au recensement de 2001 (après un pic de 1 082 habitants en 1976).

## Géographie
Le village se trouve à l'extrême sud de l'oblast de Donetsk, au nord-ouest de la ville de Marioupol et à environ 149 km au sud de Donetsk. Il est traversé par la rivière Korotych. Il est presque contigu au village de Zakharovka situé plus à l'ouest.

## Historique
Le village a été fondé par des cosaques d'Azov en 1830 sous le nom de Korotych (nom de la petite rivière qui le baigne), nom qu'il a gardé jusqu'en 1920 pour son nom actuel (staro : vieux ; doub : chêne, d'après un nom de famille). Il avait 934 habitants en 1859. Depuis le temps de l'URSS, un kolkhoze de 3 537 hectares du nom de Zaria (« Aube » en français) y est en activité. L'économie du village est toujours basée sur l'élevage de bétail et la culture de céréales.

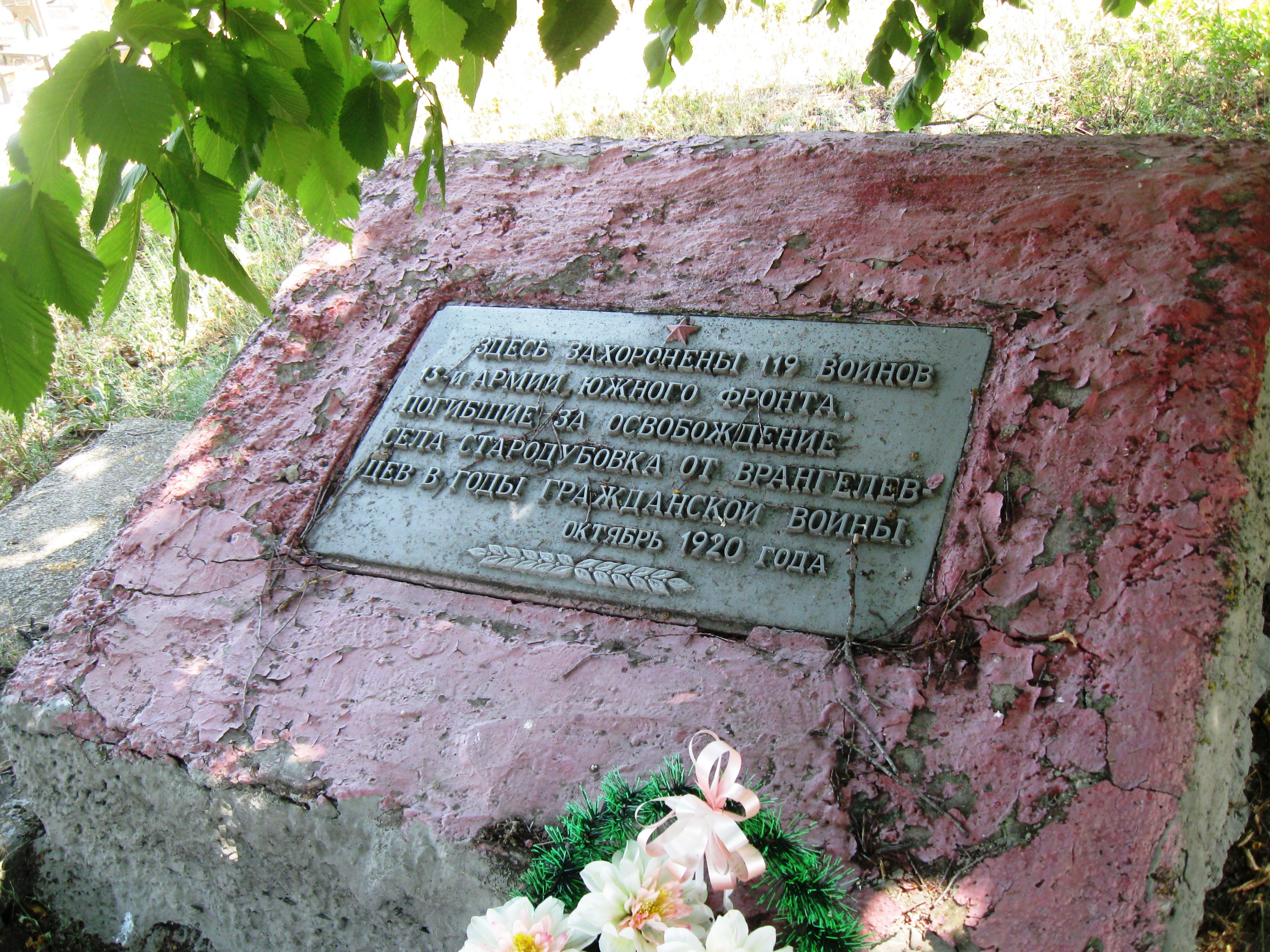
Mémorial aux soldats de l'Armée rouge, 1920, classé.

Le village a été pris par les insurgés ukrainiens de la république populaire de Donetsk, le 31 août 2014.